# Ferrovie Appulo Lucane
Los Ferrovie Appulo Lucane S.r.l. (FAL) son una compañía italiana que opera en el área de los servicios de transporte ferroviario de pasajeros y el manejo de infraestructuras del Ministerio de Infraestructura y Transporte de Italia. Se creó en 2001, surgiendo del fin de las operaciones ferroviarias gestionadas por el gobierno, y de una escisión de los Ferrovie Calabro Lucane, en 1989. La compañía tiene a su cargo la gestión de líneas vía estrecha (0,950 m) entre Puglia y Basilicata, operando en calidad de concesionario, como empresa ferroviaria.

## Historia

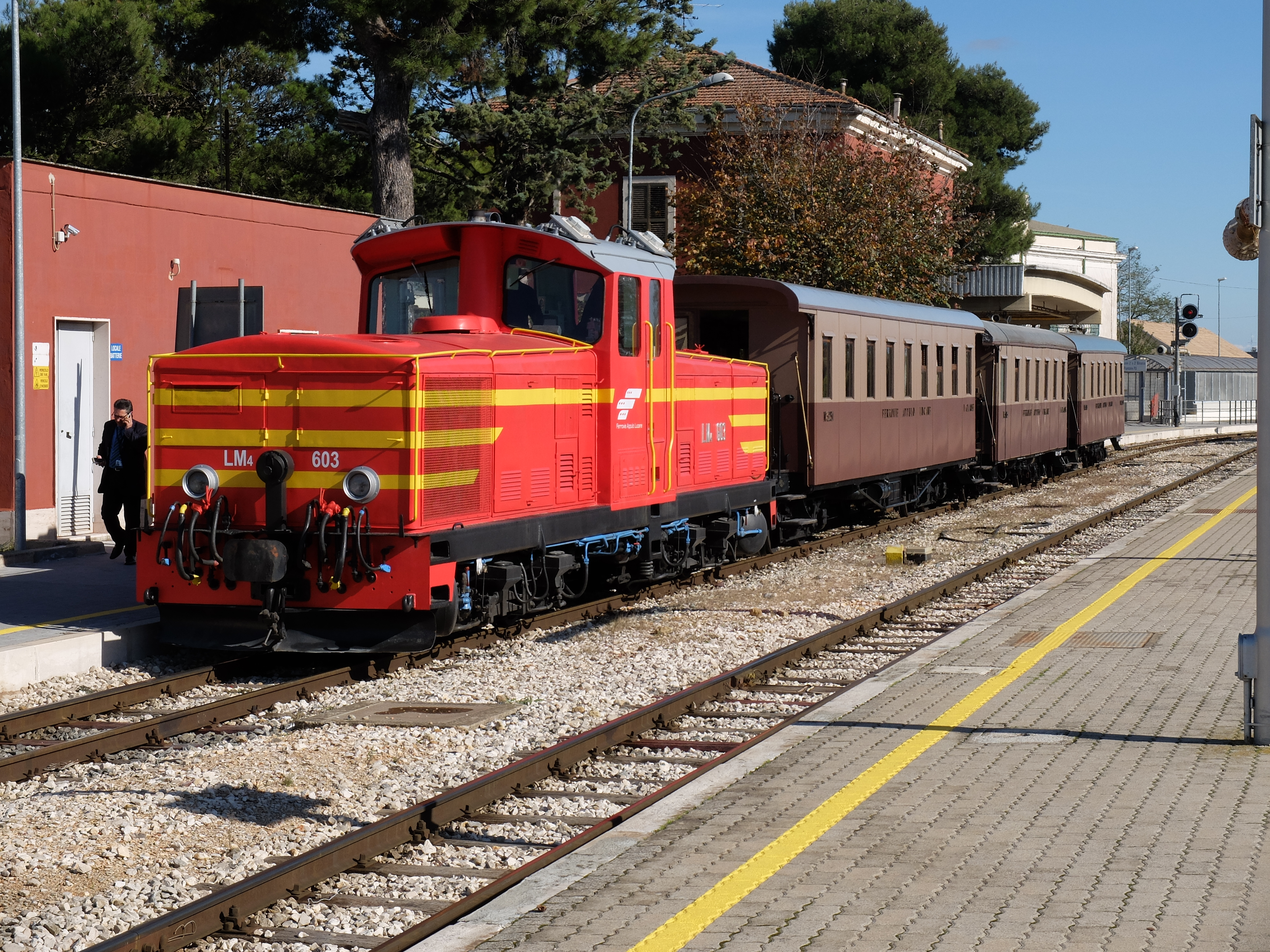
Un tren histórico de los FAL, modelo LM4 603

El 1 de enero de 2001, la empresa Ferrovie Appulo-Lucane Srl asumió las actividades del operador gubernamental de los ferrocarriles Appulo Lucane y autobuses integrados establecido en 1990, heredando un sistema de transporte muy obsoleto que se había alejado de lo que podrían ser los estándares de calidad y duración de un viaje regular.
Después de 2008, las Regiones de Puglia y Basilicata destinaron 300 millones de euros a inversiones para el servicio ferroviario, gracias a lo cual se instalaron sistemas de seguridad para el tráfico ferroviario, se compraron máquinas expendedoras de billetes, se renovó parcialmente el equipamiento rodante y se encargaron nuevos trenes y autobuses.

## Vías

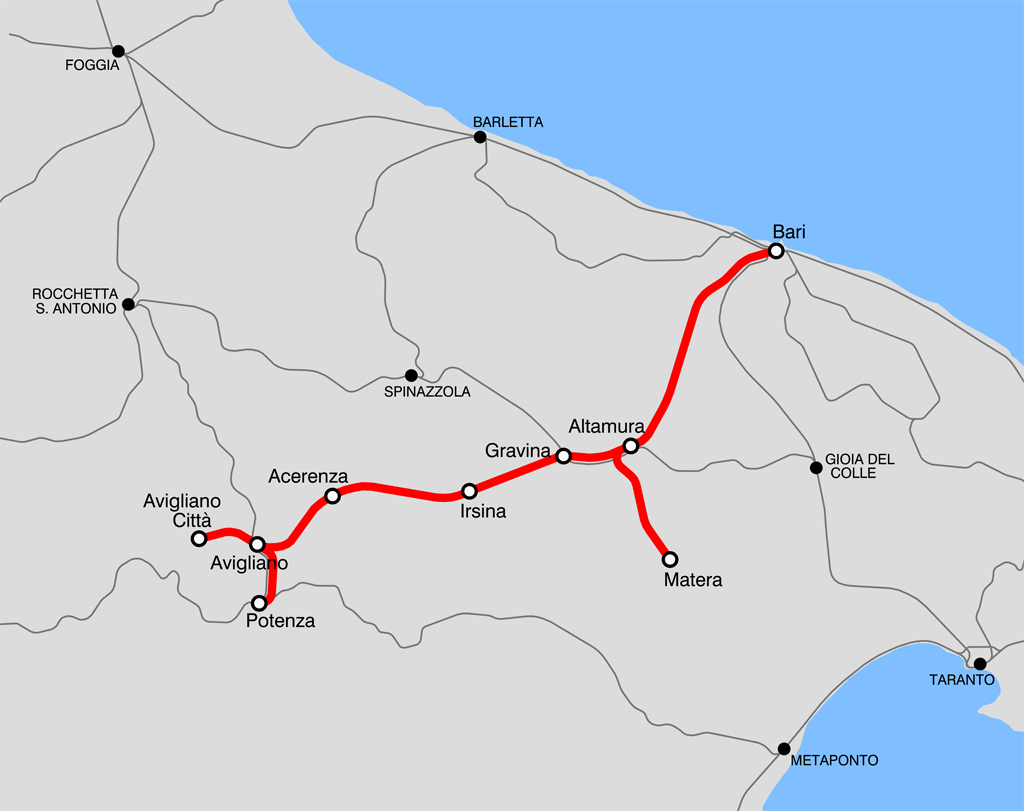
La red de los Ferrocarriles Appulo Lucane (en rojo)

Los FAL operan como concesionario de infraestructuras de las siguientes líneas:
- Bari - Altamura - Matera, 76 km, inaugurado en 1915.
- Altamura - Avigliano Lucania - Potenza, 100 km, inaugurado en 1930 - 1934
- Avigliano Lucania - Avigliano City, 8 km, inaugurado en 1930

## Datos de operación
En 2016, Ferrovie Appulo-Lucane brindó servicios ferroviarios  a 1 481 569 pasajeros al año y 3 616 798 viajeros de autobús al año.
El personal en servicio ascendió a 628 personas.

## Material rodante

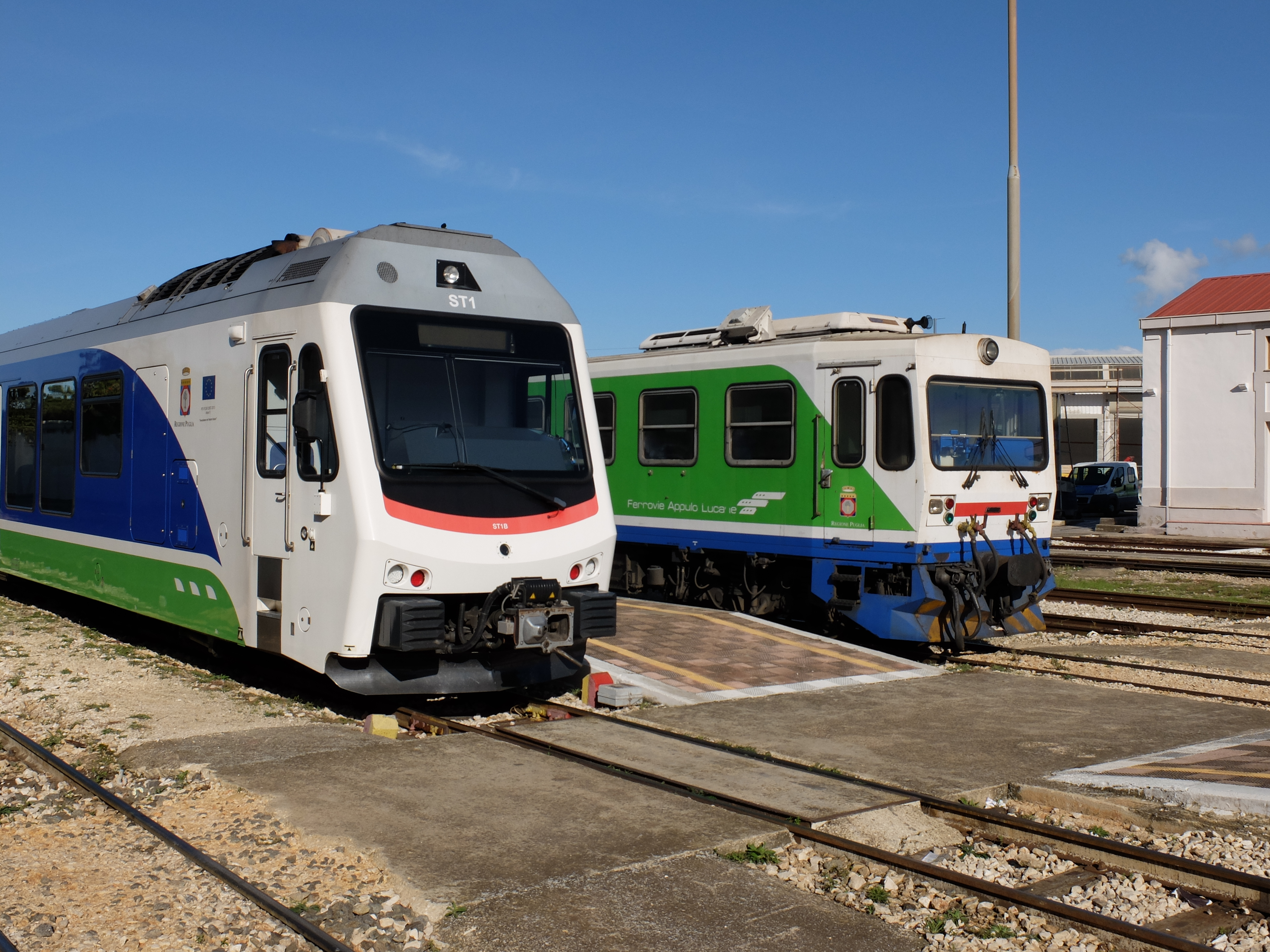
Trenes ST1 y M4 (Bari Scalo)

El material rodante de los FAL se compone de:
- Locomotoras Fiat M4: en la actualidad, estos componen principalmente el material rodante. Los FAL, en particular, series 300 y 350. La serie 300 se construyó entre 1987 y 1989, mientras que la serie 350 se fabricó entre 2000 y 2001. En 2008, como parte de la mejora del servicio ofrecido a los pasajeros, los vagones Fiat M4 fueron sometidos a un rediseño, que tuvo lugar en los mismos talleres FAL. Esta operación supuso el cambio de tapizado, puerta, e instalación de aire acondicionado, que hasta entonces faltaba en todos los vagones y la sustitución de antiguas bombillas por iluminación Led. Estos vagones están homologados para alcanzar una velocidad máxima de 100 km/h.
- Vagones M2 construidos por las fábricas Breda: estos vagones han sido casi todos sustituidos por vagones Fiat M4, los cuales desaparecerán cuando entren en funcionamiento los nuevos trenes de la empresa suiza Stadler Rail.
- 11 convoyes de dos vagones suministrados por Stadler en 2012-2013.[2] Estos convoyes pueden transportar unos 200 pasajeros (100 asientos, 10 asientos plegables y 86 pasajeros de pie).
- Seis convoyes de tres vagones suministrados por Stadler en 2012-2013  . Estos convoyes pueden transportar unos 300 pasajeros (155 asientos, 14 asientos plegables y 151 pasajeros de pie).

## Otros proyectos
- Wikimedia Commons contiene imágenes y otros archivos sobre los Ferrovie Appulo Lucane